# Лорпатыёган
Лорпатыёган (устар. Лор-Пад-Юган, Сором-Юган) — протока реки Куноват в Шурышкарском районе Ямало-Ненецкого АО. Вытекает из Куновата в 36 км, устье — в 8 км по правому берегу. Длина протоки 42 км.

## Данные водного реестра
По данным государственного водного реестра России относится к Нижнеобскому бассейновому округу, водохозяйственный участок реки — Обь от впадения реки Северная Сосьва до города Салехард, речной подбассейн реки — бассейны притоков Оби ниже впадения Северной Сосьвы. Речной бассейн реки — (Нижняя) Обь от впадения Иртыша.